# Brian Tobin (tennis)
Pour les articles homonymes, voir Brian Tobin et Tobin.
Brian Tobin, né le 5 décembre 1930 à Perth (Australie-Occidentale) et mort le 22 avril 2024, est joueur et dirigeant de tennis australien.

## Biographie
En tant que joueur, il participe à plusieurs éditions des Championnats de tennis d'Australie et atteint les demi-finales en double en 1963. Il est classé pendant 7 années parmi les 10 meilleurs joueurs de tennis australiens.
Il exerce les fonctions de capitaine de l'équipe d'Australie de Fed Cup de 1964 à 1967 et de représentant des tournois au Men's Tennis Council ainsi que du Women’s International Pro Tour dans les années 1980.
Membre de la Fédération australienne de tennis depuis 1965, il en est le président entre 1977 et 1989 et a joué un rôle majeur dans le développement de l'Open d'Australie grâce au déplacement du site et à la création du Melbourne Park en 1988. En 1991, il succède à Philippe Chatrier à la présidence de la Fédération internationale de tennis et contribue au développement de la Coupe Davis, la Fed Cup et des compétitions de tennis aux Jeux olympiques.
Il est membre du International Tennis Hall of Fame depuis 2003, ainsi que de l'Australian Tennis Hall of Fame depuis 2004.